# Russicum - I giorni del diavolo
Russicum - I giorni del diavolo è un film italiano del 1988 diretto da Pasquale Squitieri.

## Trama
Il film ruota attorno alla pianificazione di un viaggio papale in Unione Sovietica, organizzato in segreto presso il Collegio Russicum di Roma. Questo evento attira l'attenzione di vari servizi segreti, tra cui CIA, KGB e controspionaggio italiano. Quando Silvia, un'agente americana sotto copertura come suora, viene assassinata in piazza Navona, il giovane diplomatico americano Mark Hendrix (interpretato da Treat Williams) viene incaricato di indagare sull'omicidio. Le sue ricerche lo conducono in un intricato labirinto di cospirazioni, dove nulla è come sembra.